# Críticas à Igreja Adventista do Sétimo Dia
A Igreja Adventista do Sétimo Dia é uma denominação abrangente para as diversas observações críticas feitas a respeito das posições atuais ou históricas. Uma vez que a Igreja Adventista do Sétimo Dia é a maior denominação dentro do Adventismo, estas críticas podem não representar a opinião maioritária de todos as religiões, existindo um certo pluralismo entre os próprios teólogos e estudiosos.

## Controvérsias doutrinárias
- Ellen White é acusada por supostos plágios em seus livros. Mas O resultado da análise feita por um empresa especialista em casos de roubo de patente e casos autorais acusou que a Ellen White não plagiou qualquer informação, isso porque na época em que foram escritos os livros dela, isso não era considerado crime nas leis americanas além do laudo ter atestado que ‘Ellen White usou os escritos de outros; mas da maneira em que ela os usou, ela os tornou singularmente seus, adaptando as citações a sua própria estrutura literária’, defende. 
- Que os escritos de Ellen G. White teriam o mesmo nível de autoridade da Bíblia:

Os adventistas do sétimo dia acreditam que "os escritos de Ellen White não constituem um substituto para a Bíblia. Não podem ser colocados no mesmo nível. As Escrituras Sagradas ocupam posição única, pois são o único padrão pelo qual os seus escritos - ou quaisquer outros - devem ser julgados e ao qual devem estar subordinados" (Nisto Cremos, p. 305).
- Que as doutrinas adventistas são baseadas nos escritos de Ellen G. White:  As 28 "Crenças Fundamentais" da IASD foram estabelecidas unicamente com base na Bíblia. De fato, as visões que ela relatou ter recebido sobre algum ponto doutrinário somente apareciam depois de um ponto já ter sido estudado pela igreja.[carece de fontes?]

- Que o serviço intercessório de Cristo não finalizou na cruz:  Os adventistas creem que Jesus Cristo é o Sumo Sacerdote ou Intercessor de todos os crentes no Santuário Celestial, diante de Deus, o Pai. Isto embora esteja dentro do contexto de crenças adventistas e na visão dos mesmos do livro de Hebreus no Novo Testamento, não implica de nenhuma forma que o sacrifício vicário de Cristo seria incompleto ou insuficiente.[1]

A igreja crê que a Obra de Cristo foi finalizada na cruz por Cristo e que o sacrifício expiatório pela humanidade é único e completo, mas o processo expiatório tem fases diferentes cujo clímax será o término da intercessão de Cristo no Santuário Celestial com o Juízo Executivo na Segunda Vinda de Cristo.

## Dissidências
A igreja adventista teve algumas dissidências, de relevância para a sua história e uma série de grupos que deixaram a igreja e formaram seus próprios movimentos. Outros permanecem como grupos de pressão internos na igreja. Os principais são:
- 1906 - Crise Panteísta:  Vários líderes foram expulsos da denominação por acreditarem em Deus como uma essência impessoal que permearia todo o universo. John Harvey Kellogg, que participara na criação dos sucrilhos de cereais, teria sido um dos principais expoentes ou seguidores do movimento.

- 1912 - Cisma Racial: o ambiente de preconceito e separação racial prevalecente nos Estados Unidos da virada do século levou a vários ministros negros expelidos ou sem igualdade de direitos na IASD a formar a Christian Negro Seventh Day Adventist Church, hoje Free Seventh Day Adventist Church, com igrejas na América do Norte, África e Oceania, possuindo doutrina similar à organização maior, embora adote um regime congregacionalista.

- 1914 - Cisma Reformista:  Por divergências locais da liderança adventista na Alemanha, foi estabelecido de maneira contrária aos princípios do não-porte de armas e da atividade no dia de Sábado para os membros da igreja da Alemanha na 1a. Guerra Mundial. Os membros que não concordaram com esta conduta da igreja local, expondo abertamente suas opiniões foram expulsos de suas congregações. Após o término da guerra, a Conferência Geral tentou estabelecer um consenso entre partes, porém o segmento que havia sido expulso formou um movimento dissidente que se tornaria a Igreja Adventista do Sétimo Dia, Movimento de Reforma. Esta sofreu uma dissidência interna em 1951. Compartilham a maioria das doutrinas da Igreja Adventista do Sétimo Dia, inclusive a Trindade, porém consideram a IASD como parte da babilônia espiritual. São vegetarianos e acatam mais literalmente algumas declarações bíblicas e os ensinamentos de Ellen White concernentes ao vestuário, alimentação, saúde e ao não envolvimento bélico. Cognominam-se o "quarto anjo" do Apocalipse com uma mensagem de advertência à Igreja e ao mundo. Sua sede mundial é em Richmond, estado da Virgínia nos Estados Unidos.[2]

- 1929 - Ramo Davidiano: o búlgaro-americano Victor Houteff publicou "O Cajado do Pastor" (The Shepeherd's Rod) contendo novas profecias e interpretações que foram rejeitadas pela IASD. Seus seguidores, que nunca foram muitos, mantiveram na maior parte membresia na IASD. Todavia alguns grupos mais radicais constituíram denominações independentes, como a Igreja Adventista do Ramo Davidiano, que liderada por David Koresh, foi palco do Cerco de Waco, Texas, em 1993, depois de 51 dias de cerco pela polícia.

- 1932 - Movimento Pentecostal no Brasil: A igreja adventista já havia rejeitado na virada do século XIX a corrente carismática que deu origem às igrejas pentecostais. Entretanto, -  o  ex membro da igreja adventista que trabalhara como instrutor bíblico e que há quatro anos havia deixado a função e a igreja adventista e participava ent~!ao  de um grupo chamado igreja adventista do sétimo dia movimento de reforma,- João Augusto da Silveira, no dia 24 de Janeiro de 1932, em Paulista, Pernambuco, referiu ter apresentado o dom de línguas como crido pelas igrejas pentecostais. Foi fundador da Igreja Adventista da Promessa, que em linhas gerais tem como discordância da IASD o Dom Profético (não acredita no dom profético de Ellen G. White) e no entendimento sobre o batismo do Espírito Santo.

- 1954 Sabbath Rest Advent Church ramo herdeiro das teologias de Ellet J. Waggoner e Alonzo T. Jones, fundado pelo australiano Frederic T. Wright. Possui igrejas na Nova Zelândia, Austrália, Américas, Europa, e Africa

- Década de 1970 - Crise Liberal: O surgimento de forum de discussões universitários fez brotar publicações independentes dentro da igreja, com a revista Adventists Today e Spectrum. Esta última abrigou e abriga até hoje uma corrente progressista, que questiona o método historicista de interpretação das profecias bíblicas, bem como o papel de Ellen G. White dentro da igreja adventista. Alguns eminentes teólogos da igreja, como Desmond Ford (professor do Seminário Teológico Adventista na Austrália), criticaram a doutrina do santuário da forma como ela é estabelecida pela Igreja. Ele continua como membro da Igreja, embora suas credenciais de professor e pastor tenham sido removidas. Ele fundou o ministério Good News Unlimited (Boas Novas Sem Limite) no ano de 1981 e hoje mora na cidade de Caloundra, Austrália e está aposentado.

- Verdadeiros e Livre Adventistas do Sétimo Dia- a crise, perseguição e compromisso na União Soviética produziu o grupo conhecido como True and Free Seventh-day Adventists (TFSDA) - Verdadeiros e Livre Adventistas do Sétimo Dia. Esse grupo dissidente rejeitou os "compromissos" foram feitos pelos "oficiais" da Igreja Adventista do Sétimo Dia na União Soviética por causa das necessidades locais. Os TFSDA se recusaram a enviar seus filhos à escola no sábado, não se juntaram as forças armadas soviéticas e chamaram a Conferência Geral dos Adventistas do Sétimo Dia de Babilônia. O grupo continua ativo até hoje (2010) na ex-repúblicas da União Soviética.

- SDA Kinship Internacional  é uma rede social organizada em 1976  formada por homossexuais gays, lésbicas, bissexuais e transgêneros (LGBT) que, individualmente são de alguma forma relacionados como o adventismo. No ano de 2003 surgiu a "Igreja Adventista Homossexual", uma igreja virtual que visa juntar homossexuais adventistas pelo mundo.

- Creation Seventh Day Adventist Church, movimento dissidente da IASD formado em 1988.

- Igreja Cristã Bíblica Adventista grupo adventista unitarista brasileiro formado em 2001.

### Doutrinas
Como outras igrejas, algumas doutrinas adventistas são distintas e exclusivas da denominação, quando comparadas com outras igrejas cristãs. Elas são consideradas heterodoxas pelos críticos, o que faz com que segmentos pentecostais e alguns protestantes fundamentalistas rotulem os adventistas como uma seita. Os mesmos consideram o catolicismo romano como "seita cristã", o que faz adventistas desconjurarem por crerem que o catolicismo e, de uma certa maneira, o protestantismo terem mais elementos não cristãos ou pagãos do que eles. Mas a acusação procede da percepção católico-protestante do que seria ortodoxia bíblica cristocêntrica sob o ângulo da justificação pela fé ou fé versus obras.
Os ensinamentos tidos como heterodoxos são o aniquilamento no lugar da crença no inferno e tormento eterno; a crença no juízo investigativo e alguns pontos de vista escatológicos. Além disso, os adventistas têm sido frequentemente acusados de legalismo, por causa de sua ênfase sobre a observância da lei de Deus, sobretudo sua ênfase na guarda do sábado como "pedra de toque" nos assuntos finais da história humana.
Enquanto alguns especialistas da religião, como Anthony Hoekema, classificaram o adventismo como um grupo sectário por causa de suas doutrinas atípicas, a denominação tem sido considerado uma seita por denominações pentecostais. Depois das reuniões e discussões dos adventistas com as denominações protestantes conservadoras nos anos 1950, boa parte dos protestantes passaram a considerar o adventismo como uma denominação cristã, apesar de suas crenças distintas. Adventistas antitrinitários afirmam que foi nessa época que a igreja se vendeu ao Concilio das Igrejas de Cristo e se livrou de algumas de suas doutrinas tradicionais, adotando oficialmente a doutrina da Trindade a fim de ser aceita como uma denominação por outros crentes em Cristo.
Notavelmente, Billy Graham convidou os adventistas a fazerem parte de suas cruzadas após Donald Barnhouse, um protestante conservador e editor da revista Eternity afirmar que os adventistas são cristãos, em 1956. Walter Martin, considerado por muitos como o maior apologista cristão contra as seitas, escreveu o livro A verdade sobre os adventistas do sétimo dia (1960). A obra marcou um ponto de virada na forma como os protestantes passaram a visualizar os adventistas:
Chegara, então, à conclusão de que a denominação não era uma seita, mas sim "descomunal", em comparação à crencas e práticas de outros protestantes.
Entretanto, pouco antes de morrer, Martin afirmou que ele tinha algumas preocupações sobre a forma como eram tratados alguns assuntos teológicos dentro do adventismo. Sua preocupação advinha da demissão de líderes considerados adventistas progressistas, como Desmond Ford. Martin chegou a perguntar por que o livro Questões sobre Doutrinas (QOD) - um documento fundamental para a avaliação do adventismo como uma denominação protestante por ele tinha sido autorizado a sair de circulação.
Outra preocupação de Walter Martin era o grau de autoridade que é dado a Ellen G. White na interpretação da Bíblia. Martin planejou escrever um novo livro sobre a igreja adventista do sétimo dia com a ajuda de Kenneth R. Samples, que era autor de From Controversy to Crisis: An Updated Assessment of Seventh-day Adventism. No livro, Samples sustenta a mesma visão de Martin que dizia que era considerado evangelicalista "esse segmento do adventismo que mantém a posição expressa no QOD e é expressa no movimento adventista progressista das últimas décadas". Entretanto, a pesquisa dos dois reconheceu que o adventismo histórico, que era considerado "teologicamente falido", parecia ter "ganhado o apoio de muitos administradores e dirigentes (pelo menos em Glacier View)"; e parecia "estar se movendo além de uma série de posições tomadas em QOD".

### Statusde Ellen G. White
"O status de Ellen G. White como uma profetisa moderna tem sido muitas vezes criticado. Argumenta-se que a crença no "Dom de Profecia" – como é conhecida a doutrina da crença de Ellen White como profetisa – contraria o principio protestante do sola scriptura. Em resposta, os adventistas têm afirmado que o conceito de um profeta contemporâneo não é proibido pelas Escrituras, e que a Bíblia continua a ser a autoridade máxima de fé e prática. Os adventistas também afirmam que os escritos de Ellen White estão todos sujeitos a Bíblia e que nenhuma de suas crenças é baseada em qualquer sonho, visão ou declaração da profetisa."
Os críticos, como o ex-pastor Walter T. Rea, acusaram Ellen White de plágio. No livro The White Lie --"A Mentira Branca"-trocadilho com seu sobrenome e a expressão inglesa que significa "disfarce,"-- Rea afirma que os empréstimos literários feitos por Ellen eram mais amplos do que supunham os adventistas. Na época, a Associação Geral pediu ao erudito em Novo Testamento com experiência em análise textual, Fred Veltman, estudar a fundo o uso feito por Ellen White de empréstimos literários no seu livro O Desejado de Todas as Nações. Após cinco anos de estudos em tempo integral, Veltman concluiu que Ellen White havia realmente tomado emprestadas algumas das construções sintáticas que apresentava como suas e não eram empréstimos cegos. Pelo contrário, ela "utilizou os escritos de forma consciente e intencional". O estudo resultou em um relatório com mais de 2 500 páginas, conhecido também como Veltman Report.
Os defensores dos escritos de Ellen White argumentam que a natureza dos empréstimos literários feitos pela profetisa devem ser considerados dentro do contexto que era aceito na época. Ou seja, os escritores do século XIX frequentemente tomavam emprestadas palavras de outros escritores a fim de apresentar suas próprias ideias. Os defensores também argumentam que as fontes donde Ellen White teria feito empréstimos literários eram conhecidas de seus leitores, eliminando assim o risco de ela ter tido a intenção de enganar. A própria Ellen White afirmou, na introdução do seu livro O Grande Conflito, que havia usado obras de outros autores sem atribuição. Isso porque essa era uma prática comum entre os escritores religiosos da época.

### Exclusivismo
Por fim, alega-se que certas crenças adventistas e suas práticas são de natureza exclusivista. Críticos não-adventistas têm se preocupado sobre o fato de a igreja Adventista ser considerada a "igreja remanescente". Tais atitudes servem para explicar o proselitismo de cristãos de outras denominações. Em resposta a tais críticas, teólogos adventistas afirmam que a doutrina do remanescente não exclui a existência de verdadeiros cristãos de outras denominações, mas faz os adventistas se preocuparem com as instituições. Argumentam que o “povo meu”, reportado no capítulo 18, verso 4, do livro de Apocalipse, seriam os muitos verdadeiros adoradores de Cristo que estariam na aludida ‘Babilônia’ referida no capítulo, embora sob terna e especial atenção de Deus.

## Trauma
Ex-membros da Igreja Adventista do Sétimo Dia têm observado que à medida em que se passam os anos e os membros abraçam cada vez mais as doutrinas e a cultura da instituição, variados problemas tendem a ser desencadeados, como a síndrome do trauma religioso e delírio persecutório. Entre as causas estão o medo da perseguição religiosa e de não conseguir se salvar no fim dos tempos (que está próximo), o isolamento do indivíduo do "mundo secular," doutrinação religiosa, etc.
A síndrome do trauma religioso (independente da religião) é comparável ao estresse pós-traumático complexo, e pode ter os seguintes sintomas:
- dificuldade de pensamento crítico
- dificuldade em fazer decisões
- baixa autoestima
- dificuldade em manter relacionamentos
- não-familiaridade com os hábitos e culturas fora do culto
- sentimento de não-pertencimento
- dificuldade em lidar com o prazer
- perda de sentido na vida
- pesadelos
- distúrbios do sono
- disfunção sexual
- ansiedade
- depressão
- solidão
- ressentimento
- raiva

## Controvérsias

### Machismo
Em 2020, Jéssica Arruda postou um vídeo em seu Instagram denunciando um manual para noivos que na sua interpretação incentivava o estado de servidão da mulher perante o marido, além de normalizar o abuso sexual, por sugerir que a mulher poderia ter relação com o marido mesmo sem o desejo inicial, pois este seria despertado no ato. Entre as passagens polêmicas, estão:
- O homem fica frustrado quando a mulher se nega a fazer sexo.
- Se você quer ter o seu marido emocionalmente conectado a você, faça sexo regularmente com ele.
- O homem fica estressado quando fica muitos dias sem fazer sexo.
- Quer ter um homem tranquilo, sereno e calmo ao seu lado? Você saberá o que fazer.
- O lar é uma extensão da personalidade da mulher. Converse mais sobre o lar e os filhos. Ajude-a nas atividades domésticas. (Quando o homem é o provedor e a mulher é do lar)

A Igreja Adventista do Sétimo Dia afirmou em nota que está revendo o material, mas que o texto pode ter sido tirado de contexto e que a igreja possui um movimento que há mais de uma década combate a violência contra a mulher, chamado Quebrando o Silêncio.

### Homofobia
Em 2019, a Escola Adventista de Marambaia (Belém, PA) passou uma prova de língua portuguesa com 50 questões para estudantes do nono ano contendo conteúdo homofóbico. A prova era baseada no livro De Bem Com Você, de Sueli Nunes Ferreria e Marcos de Benedicto, que explica entre outras coisas como uma criança pode se tornar homossexual, como a homossexualidade deve ser evitada e sobre cura gay. O livro é usado na escola desde 2016. Entre a questões, estavam:
- A pessoa nasce ou se torna homossexual?
- A bíblia condena a relação homossexual?
- Homossexualismo tem perdão?
- Como evitar o homossexualismo?

O caso foi denunciado por Herisson Lopes, irmão de uma das estudantes, pelo Instagram, e virou um dos assuntos mais comentados no Twitter. A OAB do Pará se manifestou dizendo que o quadro se enquadra em homofobia e que o ensino religioso é limitado pelo Estatuto da Criança e do Adolescente.  A família da garota fez um boletim de ocorrência, e em resposta a escola afirma que desconhece do conteúdo aplicado na prova e que os professores têm flexibilidade para tratar de diversos assuntos em sala de aula. A família também afirma que iria contatar o Ministério Público do Estado do Pará e que também faria o boletim de ocorrência no Conselho Estadual de Educação. Em nota, a escola respondeu que a atividade buscava colher as opiniões dos alunos e que o livro servia apenas de auxílio. A Anajure se posicionou defendendo que a ação do colégio é legítima.

### Criacionismo
Em 2012, foi divulgada uma foto no Facebook onde um professor do Colégio Adventista de Várzea Grande (Várzea Grande, MT) ensinava à turma do 6º ano que os fósseis são restos de seres vivos petrificados na época do Dilúvio, gerando críticas e debates online. A escola se posicionou dizendo que segue as prescrições do MEC, e que ensina o criacionismo juntamente com o evolucionismo, para gerar debate. A escola também diz que os fatores necessários para a criação de um fóssil são um sepultamento rápido do animal e uma grande quantidade de água, e que existem diversos relatos do Dilúvio em várias culturas. O MEC se posicionou dizendo que o estado é laico, mas as escolas devem seguir a Lei de Diretrizes e Bases da Educação Nacional, portanto religião não deve ser ensinada de maneira obrigatória nas escolas. Membros da Academia Brasileira de Ciências se sentiram afrontados com a aula, dizendo que os conceitos não tem fundamentação científica.